# 新畿內亞航空
新畿內亞航空（英語：Air Niugini，Niugini的巴布亚皮钦语是新畿內亞）是巴布亞新畿內亞的國營航空公司，總部及樞紐設於莫尔兹比港傑克遜斯國際機場，經營國內及往返亚洲與大洋洲的國際航線。

## 主要歷史

#### 20世纪70年代
1973年11月，新畿內亞航空成立，分別由政府（持60%股份）、澳洲安捷航空（16%，已倒閉）、澳洲航空（12%）、跨澳洲航空（12%）持有股份。初期以DC-3及福克F27飛機獨家營運國內航線，稍後亦營運國際航班。新畿內亞航空成立的目的，是要替缺乏完善道路網的國家，建立一個完善的交通網絡，促住各地區之間發展。
首條國際航線在1975年底開辦，當時新畿內亞航空从澳洲安捷航空坦桑尼亚航空租賃2架波音727飛機，營運往返布里斯班的航班，並在1977年2月向澳洲航空購入一架波音707客機，以開辦马尼拉及香港航線。
1976年，巴布亞新畿內亞政府購入澳洲航空和TAA所持有的股份，再於4年後（1980年）購入安捷航空的股份，令公司全面由政府擁有。
1979年，傑克遜斯國際機場的新設施啟用，並在香港、東京、欧洲及美國等地增設售票辦事處，同年開辦新加坡、雅加达及檀香山航線。

##### 20世纪80年代
1982年，新几内亚航空与新西兰航空和国泰航空合作，开通了奥克兰、莫尔兹比港和香港的直飞航线。
1984年，该航空公司向TAA租賃一架空中客车A300并于11月7日投入使用（數年後由A310取代），取代波音707，藉此加強巴布亞新畿內亞往返新加坡、馬尼拉及澳洲東部城市的服務。来源 （页面存档备份，存于）
1985年，停飞奥克兰、莫尔兹比港和香港之间的直飞航班。来源 （页面存档备份，存于）
1987年，注册号P2-ANG的空中客车A300被刷上名为Big Bird 的彩绘，该设计在该航司50周年时被重新采用并刷在了注册号P2-PXA的波音737-800上
1989年，该航司Logo变更,后续将薄荷绿去掉简化成现在的

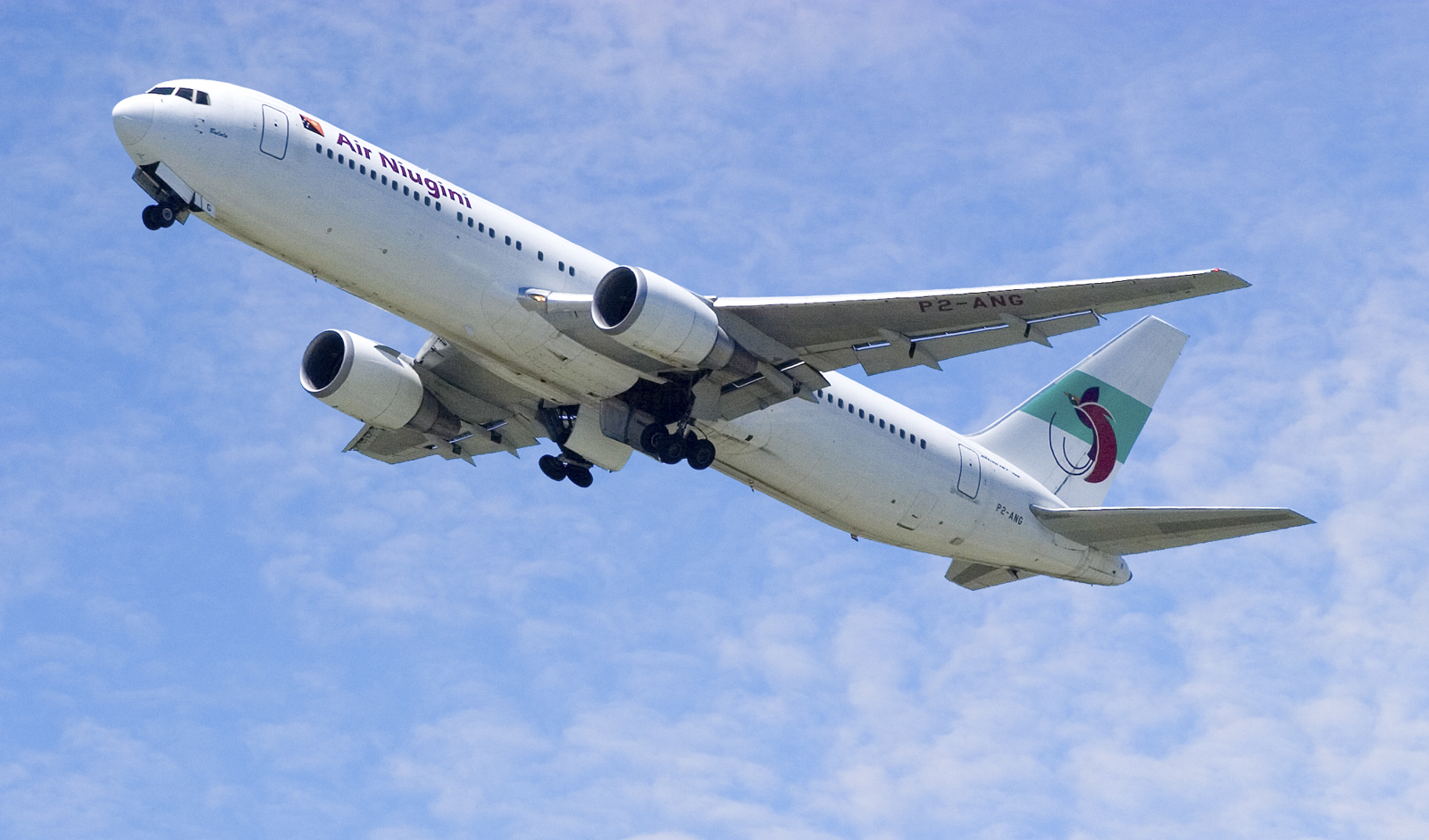
1989的logo

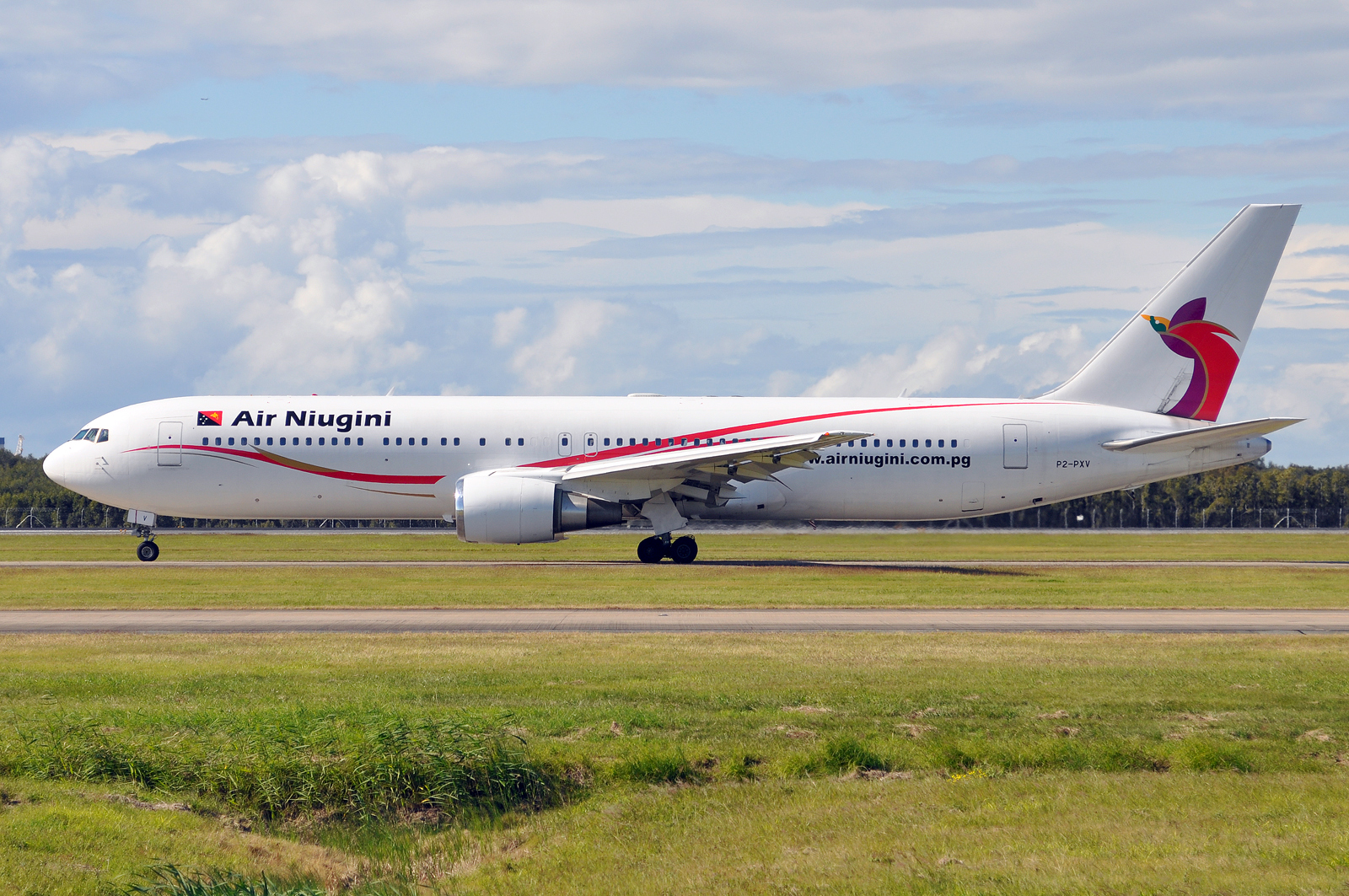
目前使用的logo

##### 20世纪90年代
因先後受到布干维尔省局勢不穩、亞洲金融危機及拉包爾火山爆發等因素影響，而令新畿內亞航空經營狀況出現困難，並出現虧損。有見及此，政府向新畿內亞航空採取精簡人手、調整薪酬及在亞洲和歐洲設立辦事處，以確保公司能繼續經營，最終在2003年轉虧為盈，該年共錄得1580萬美元的純利。
直到1994年该航司国际航线飞往悉尼、布里斯班、凯恩斯、霍尼亚拉、查亚普拉、新加坡、马尼拉和香港（与国泰代码共享，国泰执飞）。
1997年该航司网站正式建立

##### 21世纪00年代
2002年8月，引入波音767（注册号ZK-NCE)客機取代空中客车A310，以擴張國際航線服務，更令其機票價格更具競爭力。
隨著經濟復甦，國際貨幣基金組織、澳洲政府等紛紛向巴布亞新畿內亞政府施壓，要求把新畿內亞航空私營化。但巴布亞新畿內亞政府卻指出，私營化反而會對國內航線構成不利影響，同時盈利也會減少。
2005年，注册号P2-ANG（ZK-NCE）被命名为Bulolo，以纪念该国航空业起源地
2006年3月，航空及交通大臣當·普里（Don Polye）宣布將於2007年起實行「開放天空」政策，容許其他國家的航空公司開辦往返巴布亞新畿內亞的航班。
2006年8月8日，新几内亚航空恢复飞往香港（经停马尼拉）的航班。
2007年，10月该航空从冰岛航空租赁了一架波音757(注册号TF-FII)用于执飞斐济和霍尼亚拉，该航空国际航线：悉尼、布里斯班、凯恩斯、霍尼亚拉、马尼拉、香港（经马尼拉）、东京、新加坡和斐济楠迪。
2008年4月18日 该航司开通了飞往悉尼的航线，使用从Skyairworld湿租的巴西航空工业E190飞机
2008年4月19日 该航司正式开始了飞往悉尼航班，使用巴西航空工业公司E190飞机，该航线成为了该航司重要的4条国际航线之一。
2008年，新几内亚航空宣布将暂停飞往成田机场（日本东京）的航班。
2008年10月，新几内亚航空宣布开通直飞马来西亚吉隆坡的航班（后续关闭，具体日期未知），并宣布将于周一开通直飞香港的航班，周二和周六开通直飞马尼拉的航班。
2008年10月，新几内亚航空停飞吉鲁阿（奥罗省波蓬德塔机场）的航班。
2008年10月，新几内亚航空新网站（现在的网站）正式投入使用

##### 20世纪10年代
2010年11月1日，新几内亚航空成立37周年，该航司的一架Q400 Next Gen飞机首次飞往东高地省的戈罗卡。
2011年5月16日 ，新几内亚航空“恢复”飞往布洛洛的航班。
2011年11月，新几内亚航空通知国际旅客，自11月15日（星期二）起，旅客值机将于航班起飞前45分钟关闭。机场值机柜台工作人员已被告知在航班起飞前 45 分钟关闭柜台
2012年8月，新几内亚航空为从新加坡、马尼拉、香港和成田机场出发的夜间航班商务舱乘客推出了全新的洗漱包。
2012年12月21日，该航司的注册号P2-PXC（波音 B737 800）和 注册号P2-PXQ（Dash 8 Q400）抵达杰克逊国际机场
2012年7月18日 ，新几内亚航空开通第二条菲律宾宿务航线（后续取消，具体时间未知）
2013年10月1日 ，新几内亚航空正式使用注册号P2-PXE的波音737-800（2018年9月28日执行航班号PX73的那架）航线
2014年10月，新几内亚航空公司与卡塔尔航空签署了电子机票协议。
2014年11月1日，新几内亚航空成立41周年，公司推出了子公司Link PNG，一家总部位于莫尔兹比港的廉价航空公司。
2015年2月，新几内亚航空、瓦努阿图航空和所罗门航空在所罗门群岛霍尼亚拉签署初步协议，就莫尔兹比港/霍尼亚拉/维拉港航线达成三方代码共享安排。
2015年，新几内亚航空增加了飞往多个地点的航班。该航空公司于2015年3月29日起增设了第三条每周一班的香港航线。
同年LinkPNG开通了飞往米尔恩湾基里维纳岛洛苏亚的首条航线，首航将于3月开始，定期商业航班将于4月开始。
2015年3月/4月 ，新几内亚航空接收其首架福克F70飞机 - P2-ANR 建造编号 (MSN) 11578。该飞机之前编号为PH-KZG（F70机队）。这架福克70的首航客运航班于2015年4月28日飞往芒特哈根。
2015年11月 ， 新几内亚航空宣布将于2016年7月6日起开通第二条飞往日本成田机场的航线，并推出了“稍后付款”（即Buy Now, Pay Later, BNPL到付）的支付方式。
2015年12月，新几内亚航空与澳大利亚飞行中心合作销售机票。
2016年2月，该航司订购了4架737MAX8客机，该订单价值13.6亿PGK

2016年7月13日，新几内亚航空的部分员工出于政治问题罢工，后续8名员工被开除原因是他们涉嫌在7月份参与了“出于政治动机”的停工活动，导致航班延误和取消。
2016年7月28日，新几内亚航空首席执行官西蒙·福(Simon Foo)表示，新几内亚航空将于9月开通飞往密克罗尼西亚联邦的航班。
2016年9月14日新几内亚航空禁止所有乘客和员工携带并在飞机上使用三星Note 7手机。

2016年10月， Link PNG推出多航程的联程机票
2016年11月12日，新几内亚航空于当天（星期六）在莫尔兹比港接收了其第五架福克70飞机。
2017年1月9号，在莫尔兹比港飞往新加坡的航班号PX392的定期上航班一名乘客在飞机飞行过程中给救生衣充气，导致其他乘客误以为航班被劫持
2017年3月31日，新几内亚航空开通直飞澳大利亚昆士兰州汤斯维尔的航班。新几内亚航空将于周一和周五运营汤斯维尔航班，上午9:55从莫尔兹比港出发，上午11:45抵达汤斯维尔。回程航班将于下午12:30从汤斯维尔出发，下午2:20抵达莫尔兹比港。
2017年6月22日新几内亚航空终止DHC-8-400/Q400飞机的运营，使用福克70代替
2017年8月，新几内亚航空将其一架福克70飞机命名为“Alotau”。首架F70飞机被命名为“Mt Hagen”，随后被命名为“Hoskins”。
2018年2月该航司花费1600万PGK加强员工培训
2018年6月新几内亚航空以目的地安全问题为由暂停飞往门迪、塔里和瓦佩纳曼达的航班。
2018年9月新几内亚航空宣布将于10月开通由莫尔兹比港飞往上海的航班
于2018年10月23日新几内亚航空开通莫尔兹比港至中国上海的首条直飞商业航班，航班在每周二周五执飞一次（该航班后续取消）
2019年3月新几内亚航空为了扭转6000万PGK的亏空迫不得已停飞了飞往汤斯维尔，中国上海，日本成田的周期性航班
2019年9月新几内亚航空提醒乘客注意MacBook Pro的电池问题，特别是 2015 年 9 月至 2017 年 2 月期间生产的 Apple MacBook Pro 笔记本电脑，国家航空公司NAC禁止乘客携带有质量问题，缺陷的锂电池上飞机
2019年9月5日新几内亚航空开通了飞往斐济的周期性航线
2019年10月30日新几内亚航空开通了从凯恩斯途经莫尔兹比港飞往香港的航班，此前国泰航空放弃了开通25年的凯恩斯航线
2019年11月新几内亚航空再次成功通过国际航空运输协会 (IATA) 的运行安全审计 (IOSA)，该审计将使其在未来两年内继续获得认证。
2019年11月7日新几内亚航空发表新闻发布会公开声明放弃4架波音737Max8订单

##### 20世纪20年代
2020年2月，COVID-2019全球性重大卫生事件爆发后,新几内亚航空宣布将免费接送所有在中国留学的符合所有卫生检疫的巴布亚新几内亚学生从香港机场返回巴布亚新几内亚
2020年2月，总统詹姆斯·马拉佩（James Marape）表示，他将把历届政府多年来（从2008年开始使用）使用的猎鹰飞机交给新几内亚航空经营，P2-ANW被划入新几内亚航空的机队
2020年3月新几内亚航空恢复经营Dash8Q400机型

2023年6月5日波音在其网站上宣布该航司订购2架B787-8。新几内亚航空代理首席执行官加里·塞登表示：“与波音公司签署两架现代化宽体客机波音787梦想飞机的采购合同，将使新几内亚航空能够拓展其在亚洲、澳大利亚和新西兰的航线网络，并履行其作为巴布亚新几内亚的旗舰航空公司的使命，为该地区提供最佳的航空服务。”。
2023年11月1日 新几内亚航空公司已空中客车签署了一份确认订单，订购六架最新一代单通道A220-100飞机，作为其机队现代化计划的一部分，该航司订购了6架A220-100，并通过第三方租赁商处购买3架A220-300和两架A220-100以代替老旧的Fokker系列机队。新几内亚航空代理首席执行官加里·塞登表示：“这是我们国家航空公司历史上的一个里程碑，将支持巴布亚新几内亚贸易和旅游业的发展。新飞机将为乘客提供最高水平的舒适度，同时与即将取代的飞机相比，还能显著降低油耗和排放。”
。
编辑者：CONNORLG在此鸣谢各位对本条目进行修改的修改者和扩充者，以及来自澳大利亚曾居住在巴布亚新几内亚的Michie家族在他们的网站中提供的史料和史实，没有他们的坚持本条目很难对于Air Niugini的历史进行扩充，Michie一家于2017年离开巴布亚新几内亚，后续历史难以补全

## 目的地
（目的地列表包括子公司Link PNG，两者共用同一个网站）

##### 境內航點
- 阿洛陶 - 格尼机场 (GUR) 米尔恩湾省
  - 布卡 - 布卡机场 (BUA)
  - 基埃塔 - 阿罗帕机场 (KIE)布干维尔自治区
  - 戈罗卡 - 戈罗卡机场 (GKA)东高地省
  - 卡维恩 - 卡维恩机场 (KVG)利希尔 - 库纳耶机场 (LNV)新爱尔兰省
  - 金贝 - 霍斯金斯机场 (HKN)西新不列颠省
  - 科科波 - 托库阿机场 (RAB)东新不列颠省
  - 孔迪亚瓦 - 钦布机场 (CMU)钦布 (辛布)
  - 莱城 - 纳扎布机场 (LAE)莫罗贝省
  - 洛伦高 - 莫莫特机场 (MAS)马努斯省
  - 马当 - 马当机场 (MAG)马当
  - 门迪 - 门迪机场 (MDU)塔里 - 塔里机场(TIZ)南高地省
  - 芒特哈根 - 卡加穆加机场 (HGU)西高地省
  - 波蓬德塔 - 吉鲁阿机场 (PNG)奥罗省
  - 莫尔兹比港 - 杰克逊国际机场 (POM)中部地区
  - 塔布比尔 - 塔布比尔机场 (TBG)西部省
  - 瓦尼莫 - 瓦尼莫机场 (VAI)桑道恩省
  - 瓦佩纳曼达 - 瓦佩纳曼达机场 (WBM)恩加省
  - 韦瓦克 - 博拉姆机场 (WWK)东塞皮克省

##### 国际航点
- 亞洲
  -  香港
    - 香港 - 香港國際機場

  -  菲律賓
    - 馬尼拉 - 尼诺伊·阿基诺国际机场

  -  新加坡
    - 新加坡 - 樟宜國際機場

  -  所罗门群岛
    - 霍尼亞拉  - 霍尼亚拉國際機場
- 大洋洲
  -  
    - 布里斯班 -　布里斯班國際機場
    - 凯恩斯 - 凱恩斯國際機場
    - 悉尼 - 悉尼國際機場

  -  斐济
    - 納迪 - 納迪國際機場

  -  
    - 瓦努阿图 - 鲍尔菲尔德国际机场
- 已停飛航點
  -  
    - 汤斯维尔

  -  马来西亚
    - 吉隆坡

  -  印度尼西亞
    - 雅加達

  -  日本
    - 鹿兒島
    - 東京

  -  美国
    - 檀香山

  -  新西兰
    - 奧克蘭

  -  密克羅尼西亞聯邦
    - 丘克群岛

  -  中华人民共和国
    - 上海

新几内亚航空的航点 （页面存档备份，存于）

## 事故记录
1985年7月4日，一名据称精神失常的女性试图劫持PX3航班（一架新几内亚航空的A300定期航班），该航班在澳大利亚布里斯班降落后即被扣留。据报道，该女子手持刀具，递给乘务员一张纸条，要求飞机飞往澳大利亚悉尼。乘务员劝阻了该女子的请求。据悉，该女子患有精神疾病，但机组人员并未被告知其病情。据报道，安全官员表示，该女子从未被视为对飞机、机组人员或乘客构成真正的威胁。该女子已被移交给布里斯班的澳大利亚当局。。
1992-1993年具体时间未知，1架注册号P2-ANP的Dash7在试图停放时驾驶员不慎将飞机开进了水渠中，飞机报废，同年该注册号注销。

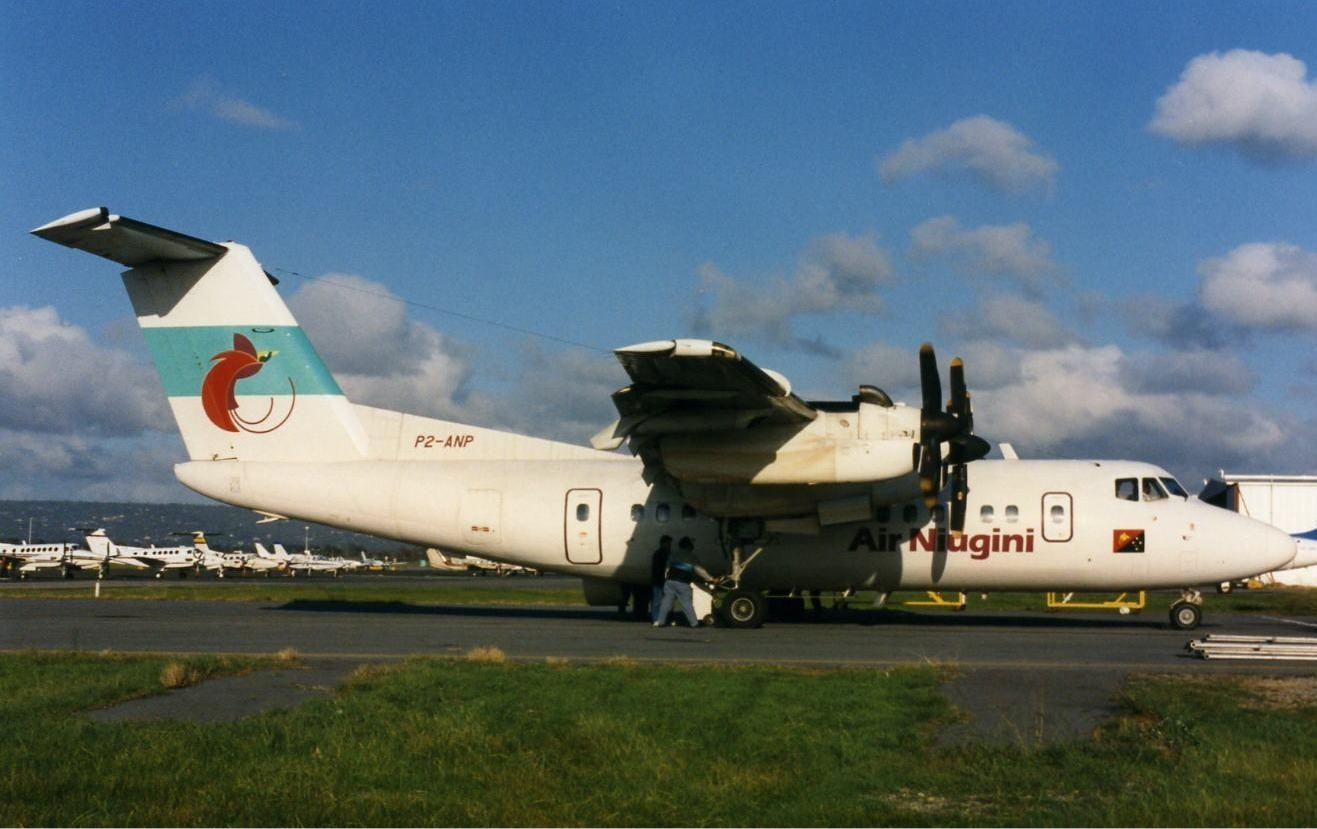
该注册号dash7

1995年5月31日 由注册号P2-ANB的福克F28，从莫尔兹比港飞往莱城的PX128航班在25号跑道目视进近失败后，机组尝试在07号跑道（同一条跑道，但方向相反）着陆。接地稍晚，滑出跑道并坠入沟渠。飞机受损报废。
1997年11月16日注册号P2-ANH的福克F28执飞的PX128在降落时遭遇刹车失效和左起落架脱落，飞机最终向左偏离在水沟中停下，飞机因为损坏过重无修复价值报废。
1999年3月30日，一架注册号P2-AND的福克F28在戈罗卡机场正常降落时，左侧主起落架脱落，导致左翼撞击跑道，飞机被迫左偏。最终，这架F-28停在跑道左侧60米处的软地上。。
2006年4月，一架注册号为P2-ANG的波音B767飞机在莫尔兹比港降落时遭遇尾部撞击，导致机尾轻微擦痕。机上乘客在降落过程中未发现任何异常。该飞机停飞五天，并在布里斯班接受了全面检查。。
2013年10月18日该航空一架ATR-42-300（货运）型飞机（注册号：P2-PXY）载有三名机组人员，执行从马当飞往塔布比尔（巴布亚新几内亚）的货运航班。飞机在马当25号跑道上中断起飞，但冲出跑道末端，于上午9:00（10月18日23:00）左右坠入梅罗河（Meiro Creek）水域。三名机组人员均已通过驾驶舱逃生舱逃出飞机，其中一人受轻伤。飞机严重受损报废。

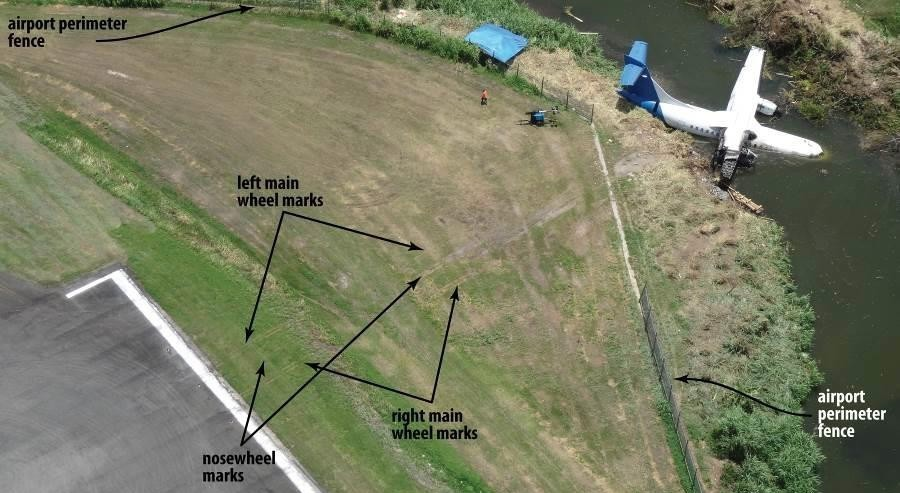
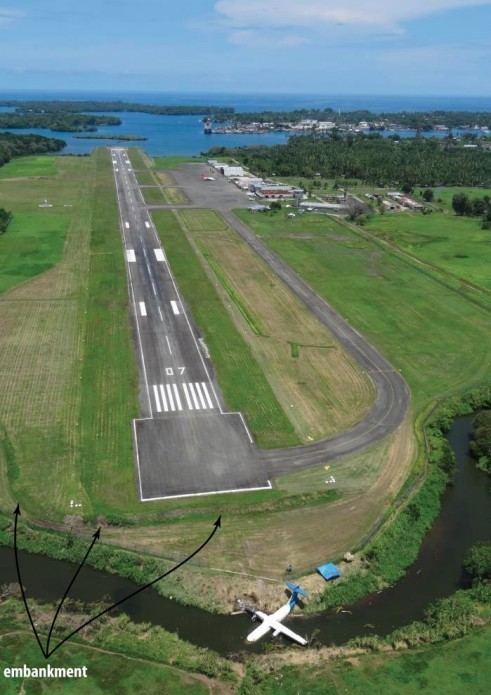
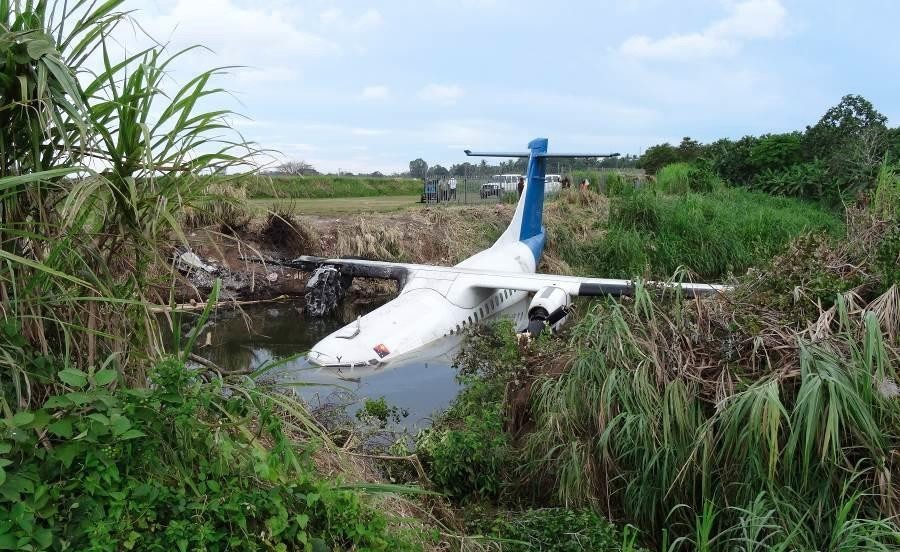

2014年4月23日原计划从卡维恩飞往拉包尔的新几内亚航空 PX 275 航班因自动驾驶系统出现技术故障，在新爱尔兰卡维恩停飞。
2017年5月23日一架从原计划卡维恩起飞飞往拉包尔的新几内亚航空 PX 275 航班因驾驶舱冒烟而被迫中止飞行
2018年9月28日，由日本成田机场中转密克羅尼西亞聯邦波納佩國際機場和楚克机场飛往巴布亞紐幾內亞傑克遜斯國際機場的紐幾內亞航空73號班機在中停點楚克國際機場發生事故，降落於機場外的泻湖中，造成1人死亡、6人受傷。

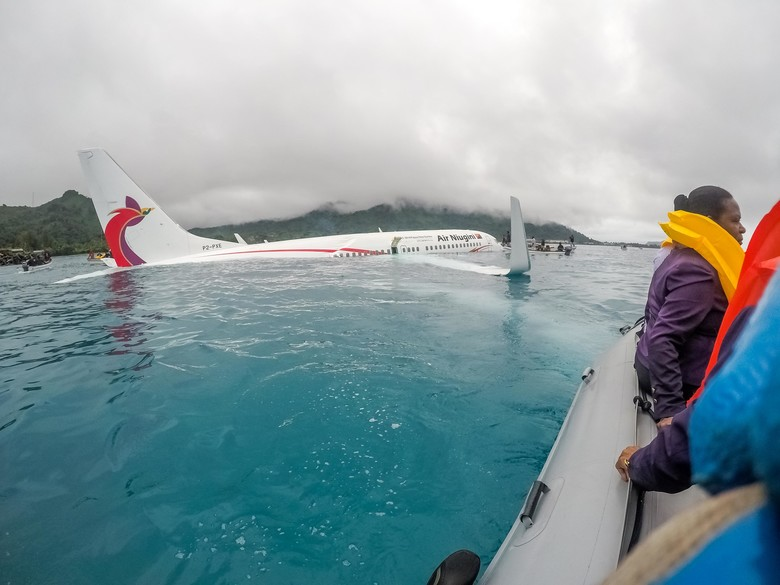

2022年3月23日注册号为P2-PXV的波音767客机在空中遭遇技术故障和剧烈震动后返回莫尔兹比港。
《国家报》副主编在3月24日的报纸上报道了此事。
2025年4月9日，注册号P2-PXV的波音767在执行PX3航班任务时突发挡风玻璃破裂，最终该航班返航傑克遜斯國際機場。

## 机型引进史
早期其DC-3机队仅有两架。最终，该机队增至12架DC-3，但该机队的寿命很短。最后一架DC-3于1976年8月1日首飞。。
1975年底，新畿內亞航空从澳洲安捷航空坦桑尼亚航空租賃2架波音727飛機
1977年2月向澳洲航空購入一架波音707客機
1977年从全日空航空租用涡轮螺旋桨飞机 YS-11
1984年向TAA租賃一架空中客车A300并于11月7日投入使用，數年後由A310取代
1999年，新几内亚航空从澳大利亚国家喷气系统公司租赁了一架 RJ75（BAE146）
2002年8月，引入波音767（注册号ZK-NCE)客機取代A310，以擴張國際航線服務
2004年9月，開始引入福克F100服務國內、凯恩斯及霍尼亚拉航線，取代機齡漸高的福克F28。
2007年，10月该航空从冰岛航空租赁了一架B757(注册号TF-FII)
2008年4月18日 - 首航悉尼直飞航班，使用巴西航空工业公司E-190飞机 - 从Skyairworld湿租
2008年5月9日 - 新几内亚航空接收注册号为TF-LLA的B767-300ER
2008年12月——新几内亚航空接收P2-ANB波音757客机——正式交付仪式于12月20日举行。
2009年10月——庞巴迪宣布，新几内亚航空已确认订购两架庞巴迪Q400 NextGen高速涡桨客机，并可选择再订购一架。
2009年11月23日——法国达索航空猎鹰喷气机抵达
2010年7月26日 - 波音B767-341(ER)飞机抵达莫尔兹比港，注册号为P2-PXV
2010年7月 - P2-PXUQ400 Next Gen抵达
2010年10月 - P2-PXT抵达。Q400 Next Gen飞机
2011年4月19日 - 波音B767 P2-PXW抵达
2011年10月 - 新几内亚航空从怀特航空租赁空客A310飞机（机号CS-TKI MSN 448）。
2011年10月P2-PXI 抵达——德哈维兰加拿大 DHC-8 Dash 8
2012年7月11日——P2-PXD 抵达，波音 B737-700
2012年12月21日——P2-PXC（波音 B737 800）和 P2-PXQ（Dash 8 Q400）抵达杰克逊国际机场
2013年 P2-PXW改装完成
2013年9月9日 - P2-PXV改装完成
2015年3月/4月 - 新几内亚航空接收其首架福克F70飞机 - P2-ANR
2016年11月12日 - 新几内亚航空于2016年11月12日星期六在莫尔兹比港接收了其第五架福克70飞机。
2023年6月5日波音在其网站上宣布该航司订购2架B787-8。。
同年11月空中巴士宣布该航司订购了6架A220-100，并通过第三方租赁商处购买3架A220-300和两架A220-100。。

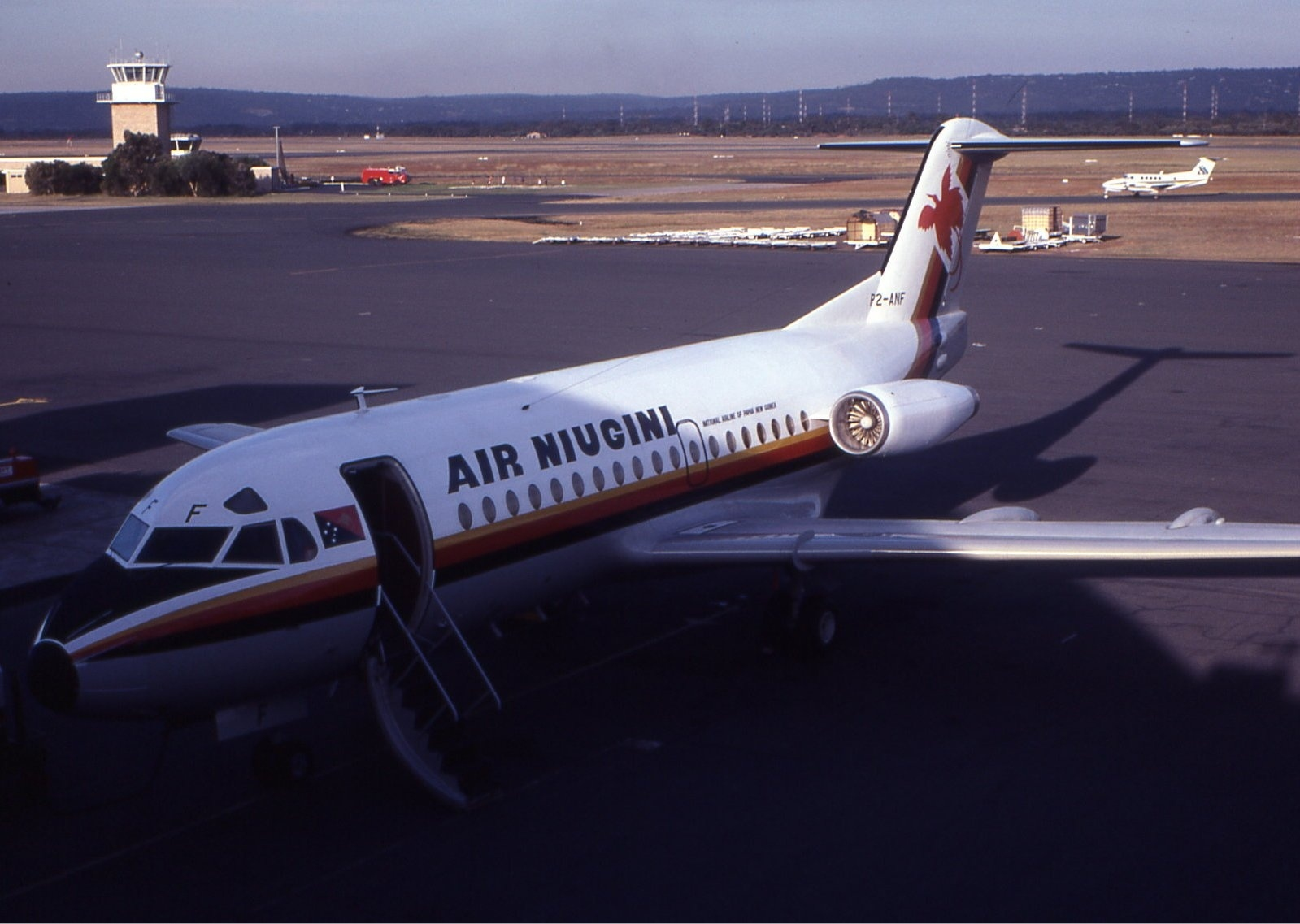
1973-1998年早期常绘涂装（Fokker28）

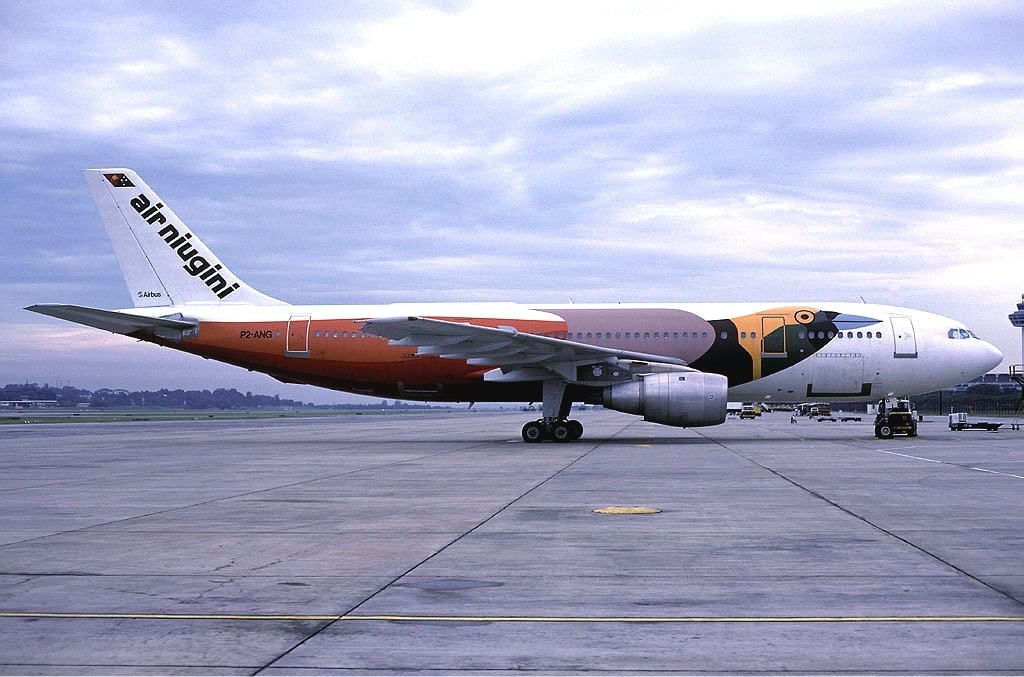
该航司第一架彩绘涂装（A300)

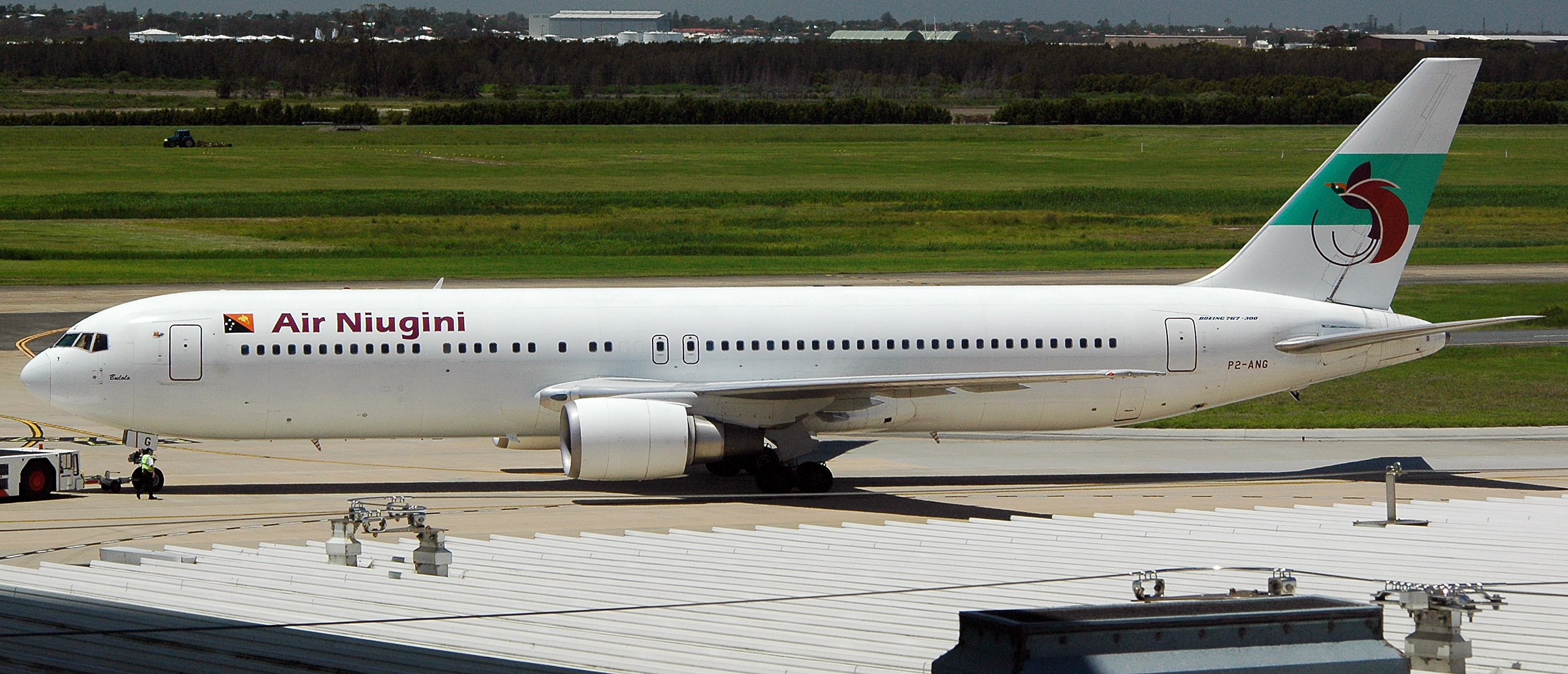
1998年推出第二版常绘涂装

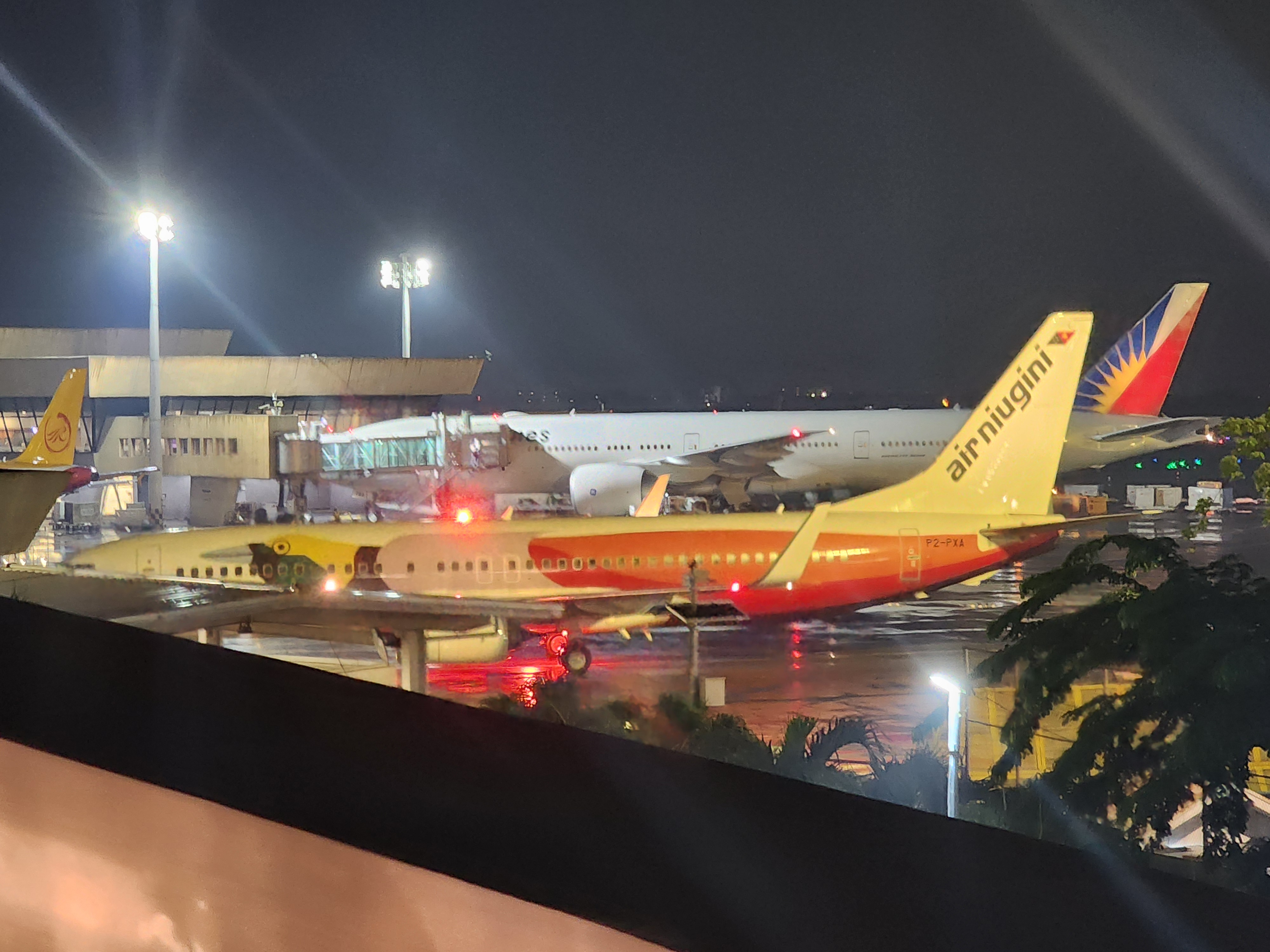
50周年彩绘

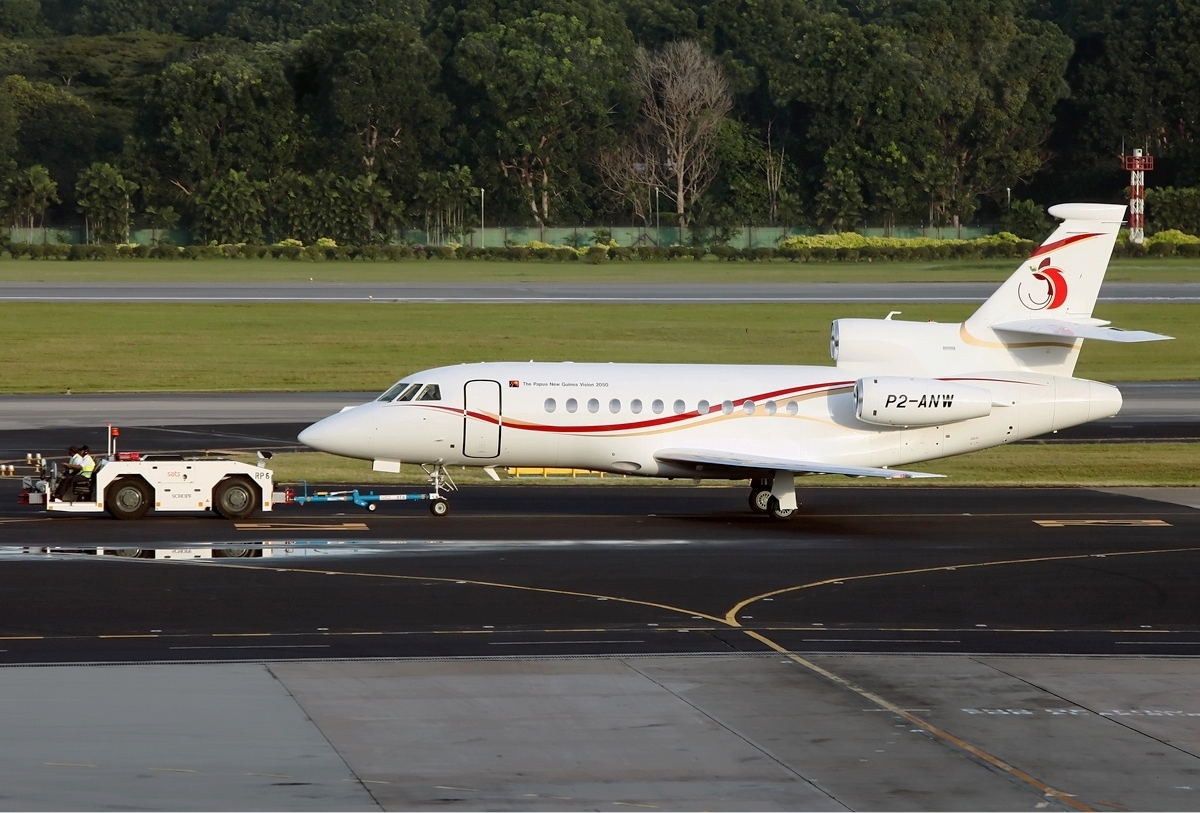
注册号P2-ANW的猎鹰达索公务机

## 機隊

### 現役飛機
截至2025年5月，新畿內亞航空的機隊如下：
| 機型          | 服役中 | 已訂購 | 載客量 | 載客量 | 載客量 | 備註                |
| 機型          | 服役中 | 已訂購 | C      | Y      | 合計   | 備註                |
| ------------- | ------ | ------ | ------ | ------ | ------ | ------------------- |
| 空中巴士A220  | 0      | 9      | (TBA)  | (TBA)  | (TBA)  | 2025年9月開始交付   |
| 波音737-800   | 3      | 0      | 20     | 138    | 158    |                     |
| 波音767-300ER | 2      | 0      | 28     | 160    | 188    | 即將由波音787-8取代 |
| 波音787-8     | 0      | 2      | 24     | 218    | 242    | 2026開始交付        |
| 德哈維蘭DHC-8 | 9      | 0      | 0      | 76     | 76     |                     |
| 福克F70       | 2      | 0      | 0      | 80     | 80     | 即將由A220-100取代  |
| 福克F100      | 5      | 0      | 8      | 93     | 101    | 即將由A220-300取代  |
| Falcon 900EX  | 1      | 0      | 未知   | 未知   | 未知   | 公务机              |

### 已退役和退租機種

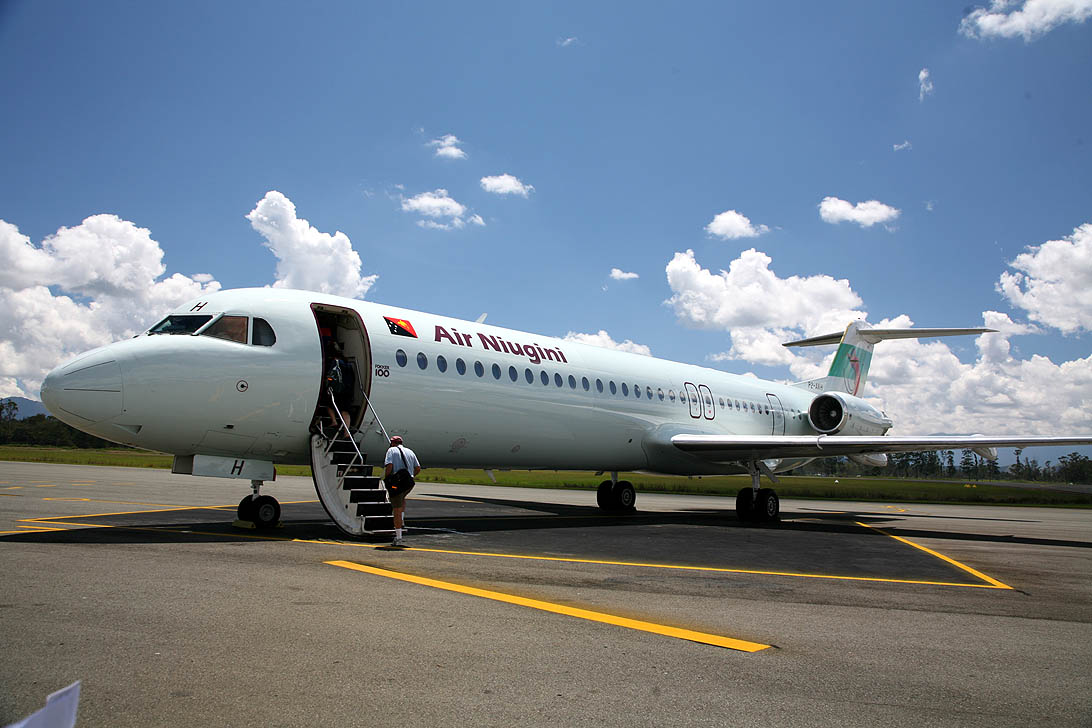
新畿內亞航空的福克F100（P2-ANH）

来源：新几内亚航空机队信息 （页面存档备份，存于）
- YS-11（租赁1架）
- DC3(12架）[42]。
- 空中客车A300-600（1架）/A300B4（2架）（租赁1架A300-600，2架B4，3架）
- 空中客车A310-300（5架，租赁1架）
- BAe-146-100（1架）
- Avro RJ70（租赁1架）
- 波音707（3架）/波音720（1架）（租赁1架）
- 波音727（租赁2架）
- 波音737-200（1架）
- 波音737-800（2架1租赁1架事故报废）
- 波音737-700（1架）
- 波音757-200（4架）（全租赁）
- 波音767-300ER（3架）（2架租赁1报废）
- Dash 7（4架1架事故报废）
- Dash6（1架）
- ERJ-145（租赁1架）
- 福克F28（18架，3架事故报废）[45]。
- 福克F27（13架）[46]。
- ATR42(2架，1架事故报废）（均为货运）
- ATR72（2架）（均为货运）
- 福克F70（6架）
- 福克F100（2架）
- Dash8-200（1架）
- Dash8-300（1架）
- Dash8-400（1架）
- E190（租赁1架）
- Dash8-100（数量未知）
- 上述部分数据来源 （页面存档备份，存于）

## 代码共享
亚洲
· 香港
国泰航空
大洋洲
· 
瓦努阿图航空
· 所罗门群岛
所罗门航空

## 機艙服務

### 等級
大部分國際航線均設有商務及經濟兩個座艙，而國內線則只設經濟艙（执行凯恩斯航线的福克100可能会是两舱布局）

### 餐飲
國際航班均有向乘客提供餐膳及奶茶、咖啡、酒精類及其他飲品。國內線也有提供小食和飲品。

### 免稅購物
所有國際航班均設有免稅購物服務，並在每個座椅的椅袋內附有購物書冊，提供的貨品包括化粧品、珠寶首飾、酒精類飲品、香煙及其他紀念品。旅客可用巴布亞新畿內亞基那、澳洲元及美元交易。

### 娛樂
悉尼、布里斯班、新加坡、香港及馬尼拉航班均設有空中娛樂系統，提供電影、音樂等。而凯恩斯、霍尼亞拉及國內航線則不提供娛樂系統。该航空公司两架注册号为P2-PXA（50周年彩绘）,P2-PXB（机头喷有50th字样）的B737-800上的娱乐系统需用手机连接飞机上的局域网才能使用娱乐系统

### 機上雜誌
新畿內亞航空的機上雜誌是《Paradise magazine》，屬雙月刊，內容包括巴布亞新畿內亞的資訊及故事、航空公司資料及路線圖等，於大部分航班上也有提供。

## 贵宾会
新几内亚航空的贵宾会名于2025年9月25日改名，从「Executive Club」改为「Kumul Club」，分别为Kumul Club Junior对应前儿童和青少年会员 Kumul Club Domestic对应银卡会员及Kumul Club Premium对应金卡会员3個級別，可享用如更大行李重量、優先選擇座位、優先辦理登機手續及享用其他航點的候機酒廊服務除了品牌重塑之外，新几内亚航空还推出了“等级积分”系统（类似国泰航空的里程系统），这是该航空公司根据会员的旅行情况认可和奖励忠诚会员的方式。通过“等级积分”，会员每次乘坐新几内亚航空的航班时，都可以将积分与“目的地忠诚积分”一起累积，从而达到不同的Kumul club会员等级。此前，这项服务仅限于旅行。新Kumul俱乐部的年费保持不变。。

## 外部連結
- 官方網站 （页面存档备份，存于）
- 官方網站（英國） （页面存档备份，存于）
- 官方網站（日本）
- 航空貨運伙伴
- 機隊資料
- 历史来源：Michie Family网站历史信息仅到2017年